# ハーブ・ロバートソン

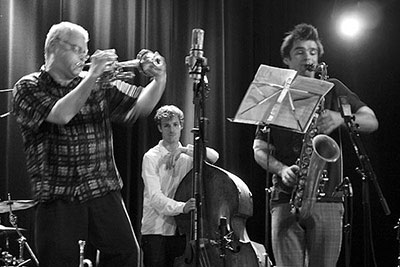
ハーブ・ロバートソン、ジェッペ・スコヴバッケ、アンダース・バンク

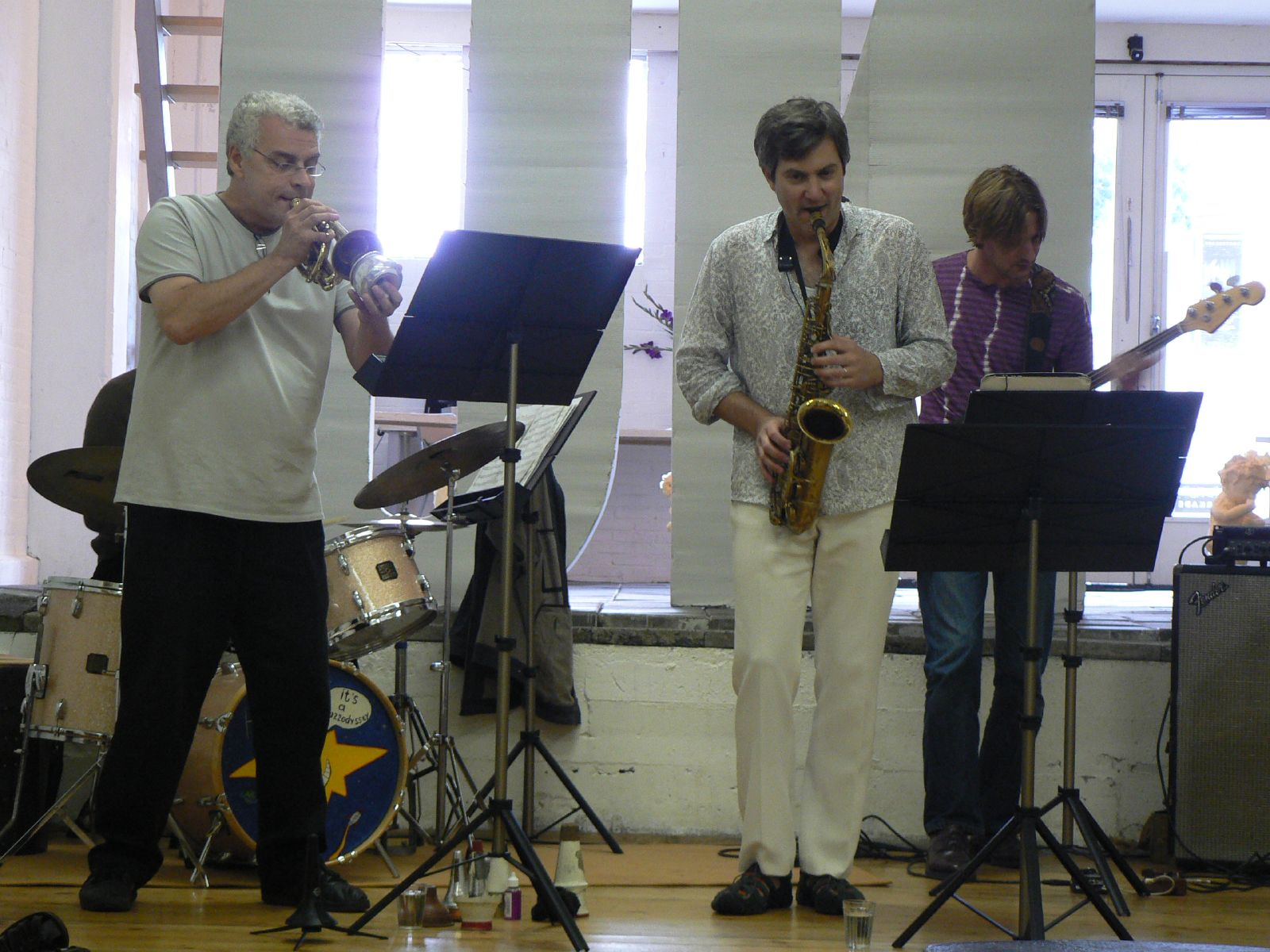
ハーブ・ロバートソン (左)。フローニンゲン・ジャズ・フェスティバルにて（2006年）

ハーブ・ロバートソン（Herb Robertson、1951年2月21日 - 2024年12月10日）は、ジャズ・トランペット奏者にしてフリューゲルホルン奏者であるが、レコーディングを通じてアルトサックス、コルネット、スライドトランペット、バルブトロンボーン、チューバといった楽器も演奏している。ニュージャージー州で生まれ、バークリー音楽大学に通った。彼はソロ・アルバムを録音し、ティム・バーン、アンソニー・デイヴィス、ビル・フリゼール、ジョルジュ・グルンツ、ポール・モチアン、ボビー・プレヴィット、デイヴィッド・サンボーンのサイドマンとして仕事してきた。

## ディスコグラフィ

### リーダー・アルバム
- 『トランスペアレンシー』 - Transparency (1985年、JMT)
- 『“X-サープツ”ライヴ・アット・ウィリサウ』 - X-Cerpts: Live at Willisau (1987年、JMT) ※旧邦題『ライヴ・アット・ウィリソー』
- 『シェイズ・オブ・バド・パウエル』 - Shades of Bud Powell (1988年、JMT)
- 『サーティファイド』 - Certified (1991年、JMT)
- Falling in Flat Space (1996年、Cadence Jazz) ※with ドミニク・デュヴァル、ジェイ・ローゼン
- Sound Implosion (1997年、CIMP) ※with ドミニク・デュヴァル、ジェイ・ローゼン
- Rituals (2000年、CIMP) ※with フィル・ヘインズ
- Brooklyn-Berlin (2000年、CIMP) ※with フィル・ヘインズ
- Knudstock 2000 (2000年、Cadence)
- Music for Long Attention Spans (2001年、Leo)
- The Legend of the Missing Link (Septet & Quintet) (2001年、Splasc(h))
- Elaboration (2005年、Clean Feed)
- Sketches from the Other Side, For A.I. (2006年、Ruby Flower)
- Parallelisms (2007年、Ruby Flower) ※with エヴァン・パーカー、アグスティ・フェルナンデス
- Real Aberration (2007年、Clean Feed)
- Celebrations (2007年、Leo) ※with フランク・グラコウスキ、サイモン・ナバトフ、ディーター・マンダーシャイド
- Live at Alchemia (2007年、Not Two) ※with マルチン・オレス、バルトゥオミ・オレス
- Passing the Torch (2008年、Ruby Flower) ※with ジャン＝リュック・カッポーゾ
- Diablo en musica - Improvisations (2008年、Out/In Space) ※with リッチ・メスバウアー、トム・セイェック

### 参加アルバム
ティム・バーン
- The Ancestors (1983年、Soul Note)
- Sanctified Dreams (1988年、Columbia)
- 『フラクチュアード・フェアリー・テール』 - Tim Berne's Fractured Fairy Tales (1989年、JMT)
- 『ペイス・ユアセルフ』 - Pace Yourself (1991年、JMT)
- 『プレイ・ジュリアス・ヘンフィル』 - Diminutive Mysteries (Mostly Hemphill) (1992年、JMT)
- 『ナイス・ヴュー』 - Nice View (1994年、JMT)
- Open, Coma (2001年、Screwgun)

マーク・ヘリアス
- Split Image (1984年、Enja)
- The Current Set (1987年、Enja)
- Desert Blue (1989年、Enja)
- Attack the Future (1992年、Enja)

アンディー・ラスター
- Twirler (1990年、Sound Aspects)
- Hydra (1994年、Sound Aspects)
- Polyogue (1995年、Songlines)
- Soft Shell (2000年、Knitting Factory) ※1998年録音

藤井郷子オーケストラ・ニューヨーク
- 『サウス・ウインド』 - South Wind (1997年、Leo/Libra)
- 『フューチャー・オブ・ザ・パスト』 - The Future of the Past (2001年、Enja)
- 『ブループリント』 - Blueprint (2003年、MTC)
- 『波動』 - Undulation (2005年、PJL)
- 『シキ』 - Summer Suite (2007年、Libra)
- 『干支』 - Eto (2010年、Libra)

その他
- ステファン・ウィンター : 『ザ・リトル・トランペット』 - The Little Trumpet (1986年、JMT)
- ニューヨーク・コンポーザーズ・オーケストラ : The New York Composers Orchestra (1990年、New World)
- リンジー・ホーナー : Never No More (1991年、Open Minds) ※1989年録音
- ボビー・プレヴィット : 『ミュージック・オブ・ザ・モスコー・サーカス』 – Music of the Moscow Circus (1991年、Gramavision)
- ロベルト・ゾルジ : The Bang (1991年、Nueva)
- マイケル・ムーア・クインテット : Home Game (1992年、Ramboy) ※1988年録音
- マルク・デュクレ : 『ニュース・フロム・ザ・フロント』 - News from the Front (1992年、JMT)
- レスリー・ダラバ : Core Samples (1992年、EarRational)
- アンソニー・デイヴィス : 『マルコムX』 - X, The Life and Times of Malcolm X, An Opera in Three Acts (1992年、Gramavision)
- クラウス・ケーニヒ : The Song of Songs (1992年、Enja)
- レイ・アンダーソン : 『ビッグ・バンド・レコード』 - Big Band Record (1994年、Gramavision) ※with ジョルジュ・グルンツ・コンサート・ジャズ・バンド
- シビル・ポモーリン / テリー・ジュヌーヴ : Auguries of Speed (1995年、ITM)
- ポール・リットン・カルテット : The Balance of Trade (1996年、CIMP)
- ルー・グラッシズ・ポウバンド : Mo' Po (1997年、CIMP)
- ジョー・フォンダ : From the Source (1997年、Konnex)
- バリー・ガイ・ニュー・オーケストラ : Inscape–Tableaux (2001年、Intakt)
- ジェイ・ローゼン・トリオ : Drums 'n Bugles (2001年、CIMP)
- ドミニク・デュヴァル : Asylem (2001年、Leo)
- ジョー・ロヴァーノ : Viva Caruso (2002年、Blue Note)
- Fonda / Stevens Group : Twelve Improvisations (2004年、Leo) ※2002年録音
- ゲリー・ヘミングウェイ・カルテット : The Whimbler (2004年、Clean Feed)
- ルー・グラッシ・カルテット : Avanti Galoppi (2004年、CIMP)
- ルー・グラッシズ・ポウバンド : Infinite Potential (2005年、CIMP)
- バリー・ガイ・ニュー・オーケストラ : Oort - Entropy (2005年、Intakt)
- ステファン・ウィンター : Der Kastanienball / The Chestnut Ball - The Fall of Lucrezia Borgia, "audio film" (2005年、Winter & Winter)
- ピエール・ドゥルジュ & ニュー・ジャングル・オーケストラ : Negra Tigra (2005年、ILK)
- Mokuto : Message For The Errand Boy (2006年、Ninth World)
- Mokuto : Dressed Like a Horse (2007年、Ninth World) ※2003年録音
- Alípio C. Neto Quartet : The Perfume Comes Before the Flower (2008年、Clean Feed)
- 100nka & ハーブ・ロバートソン : Superdesert (2009年、Not Two)